# Hermann Billing
Hermann Billing (* 7 février 1867 à Karlsruhe; † 2 mars 1946) est un architecte allemand et l'un des plus remarquables représentants du Jugendstil, ou style Art nouveau, du Sud-Ouest de l'Allemagne.

## Vie
Billing est le fils d'un entrepreneur de Karlsruhe. Il termine rapidement des études d'art et d'architecture au cours desquelles il sera notamment l'élève d'Otto Warth. Grâce à la fortune de sa femme, dont il fait la connaissance lors d'un stage d'architecture à Berlin, il peut s'installer comme architecte indépendant dans sa ville natale à partir de 1892 et consacrer le plus clair de son temps à élaborer des projets pour des concours d'architecture, projets si avant-gardistes et audacieux que sa réputation de « moderniste » déborde rapidement des frontières de sa région.
À partir des années 1890, il voit le nombre de ses commandes augmenter régulièrement, au point qu'il doit engager des collaborateurs et ouvrir des filiales de son cabinet dans d'autres villes. En 1913, son projet pour la nouvelle mairie de Bochum est sélectionné mais ne verra pas le jour en raison de la guerre.  Le projet d'urbanisme de la Baichstrasse qui suit la démolition du bâtiment de la tour endommagé pendant la guerre le fait connaître dans toute l'Allemagne. Ses réalisations les plus connues, la galerie d'art de Baden-Baden et celle de Mannheim, témoignent d'un style art nouveau puissant et lapidaire qui assure la transition avec le néoclassicisme. Mais Billing ne se contente pas d'être architecte, il travaille aussi comme designer, enseignant, expert et également juge dans d'innombrables concours d'architectures dans des endroits aussi éloignés que la Finlande ou la Russie.
Il se considère comme un artiste universel. Proche du milieu artistique de Karlsruhe, il est le premier architecte à rejoindre la jeune association des artistes qui se fonde dans sa ville natale et se réclame de la Sécession viennoise. Il a laissé un grand nombre de peintures, de dessins et de gravures. Au centre de sa production graphique figurent des utopies architecturales.
L'influence artistique de Billing, comme celle des artistes belges Victor Horta et Henry Van de Velde, reste limitée essentiellement à la période art nouveau.
De 1903 à 1937 Hermann Billing est professeur à l'université de Karlsruhe, et à l'école des beaux-arts municipale.
Il est enterré au cimetière principal de Karlsruhe.

## Œuvres

### Karlsruhe
- Maisons n° 8 et 10 dans la Rankestraße
- Église de la Paix de Karlsruhe-Südweststadt (de)
- Pharmacie de la Cour (de)
- Baischstraße (de)
- Direction de la poste de Karlsruhe
- Fontaine (de) sur la place Stephan (de)
- Hermann-Billing-Straße/Beiertheimer Allee

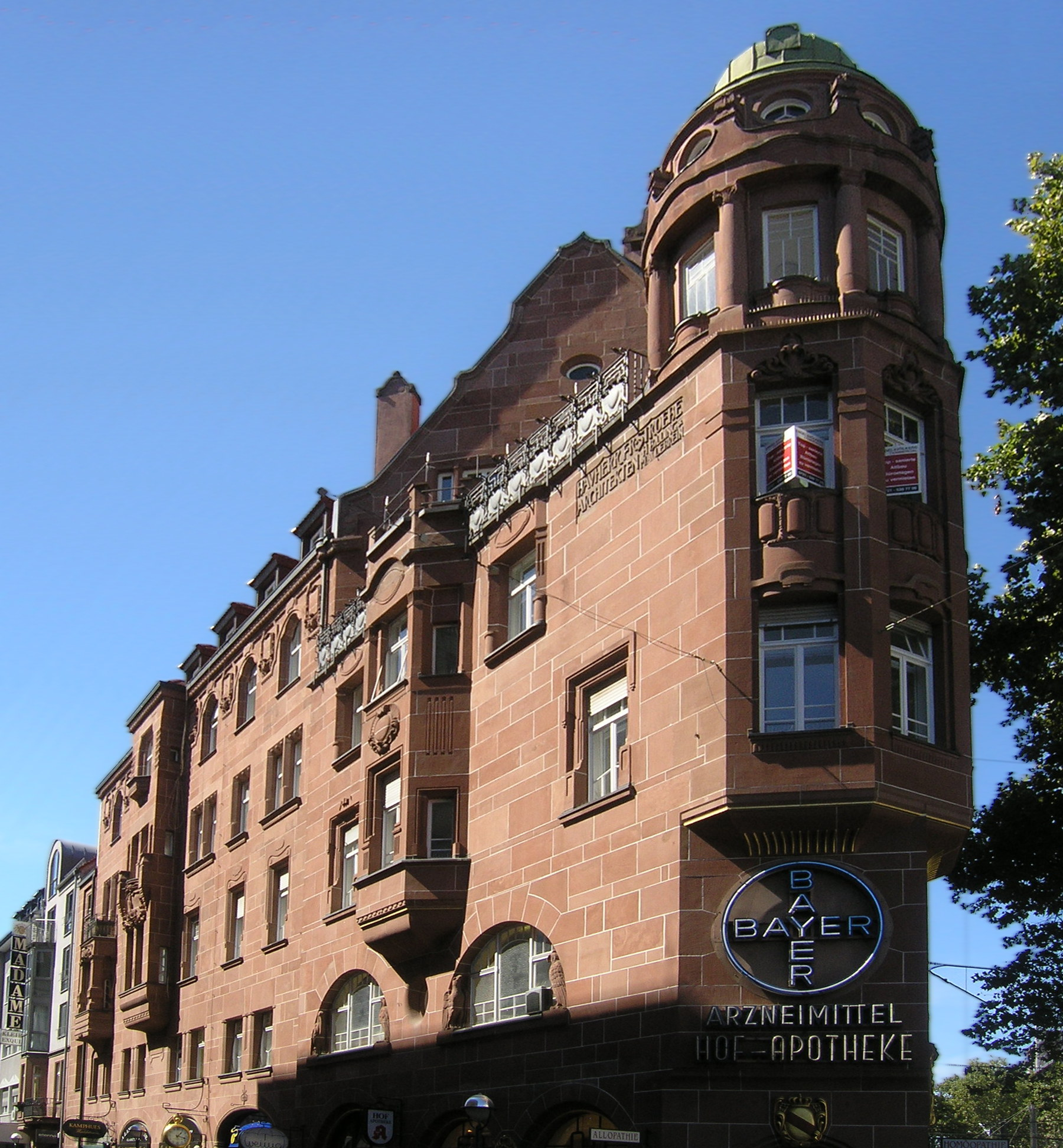
Pharmacie de la cour
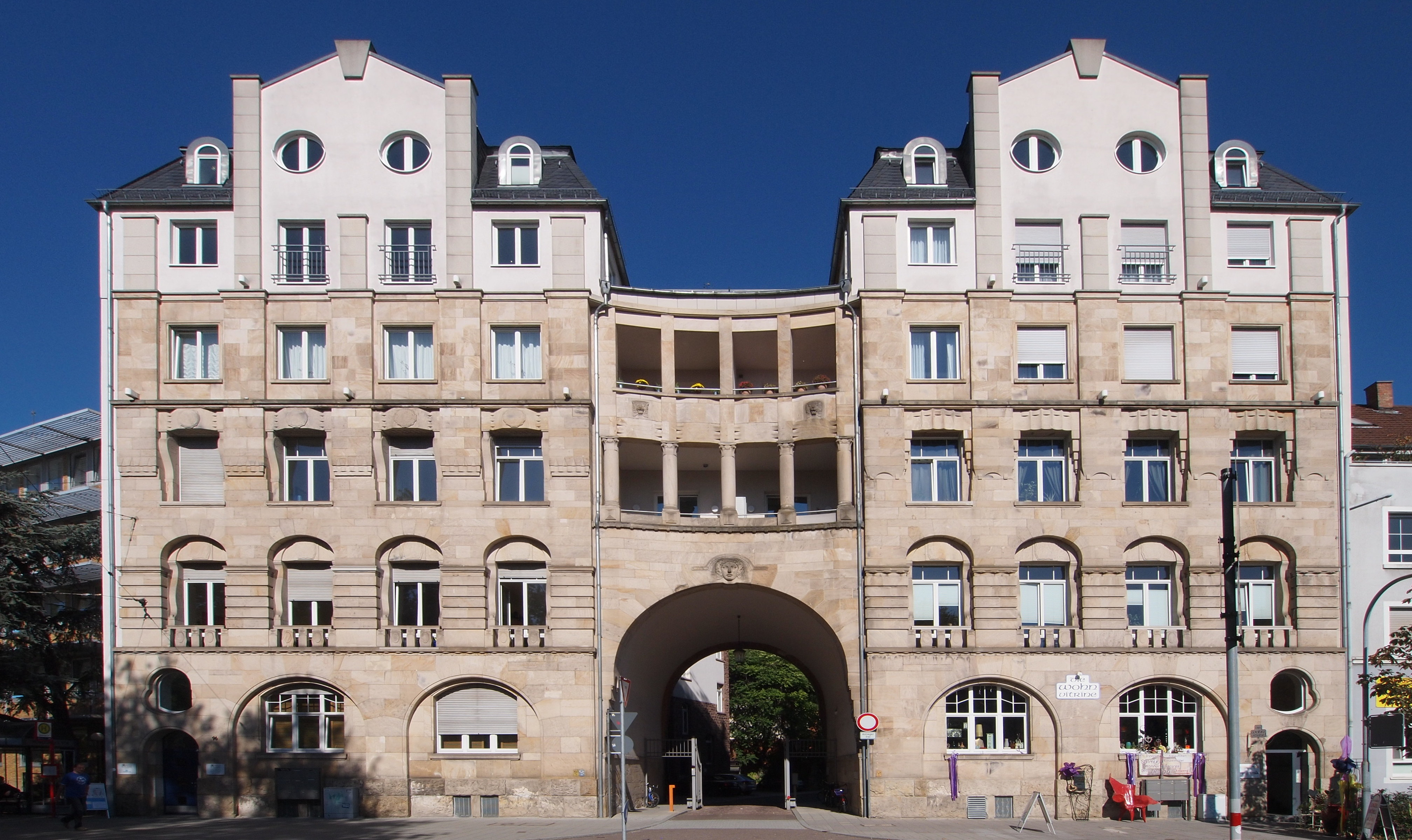
Baischstraße à Karlsruhe
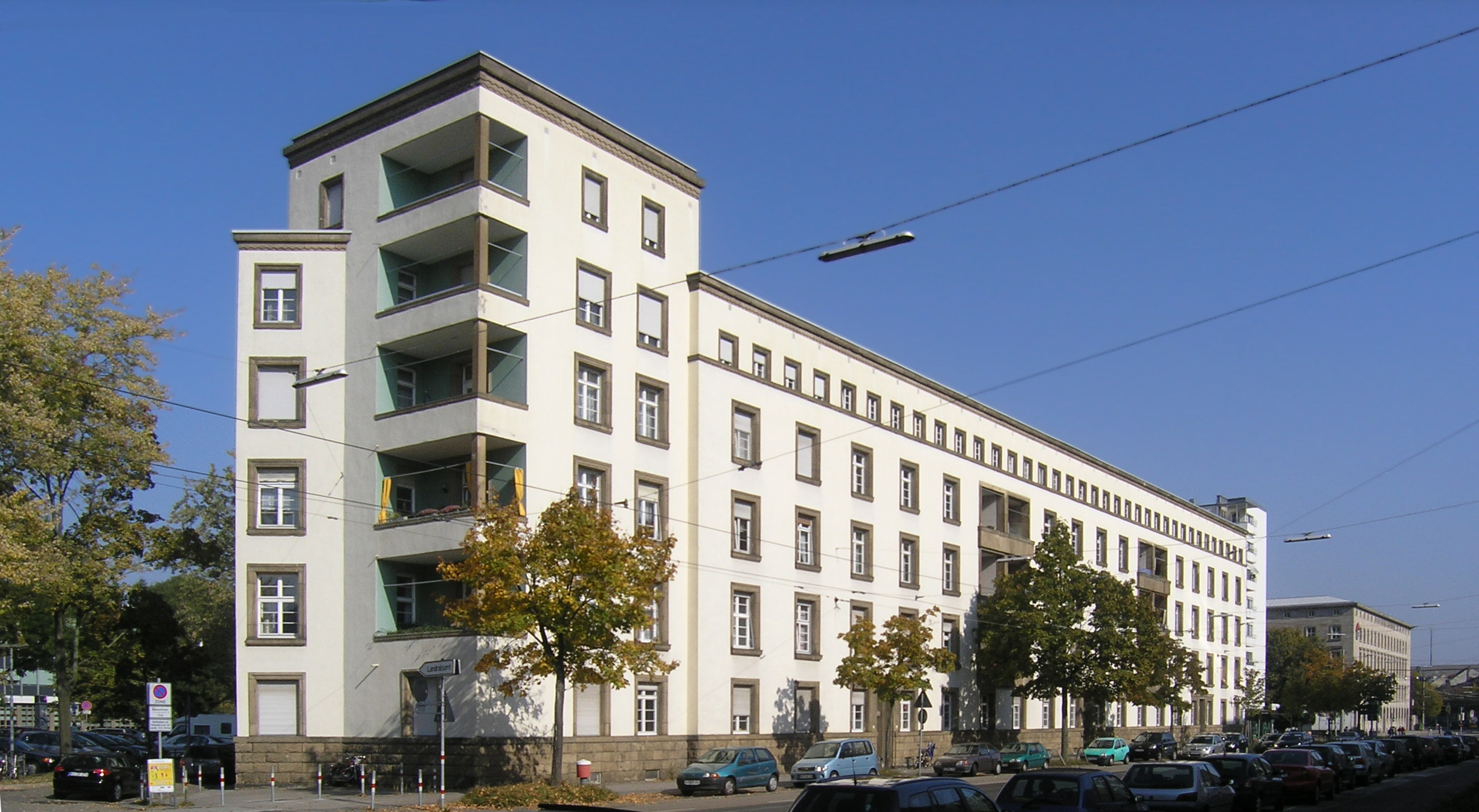
Ensemble d'immeubles
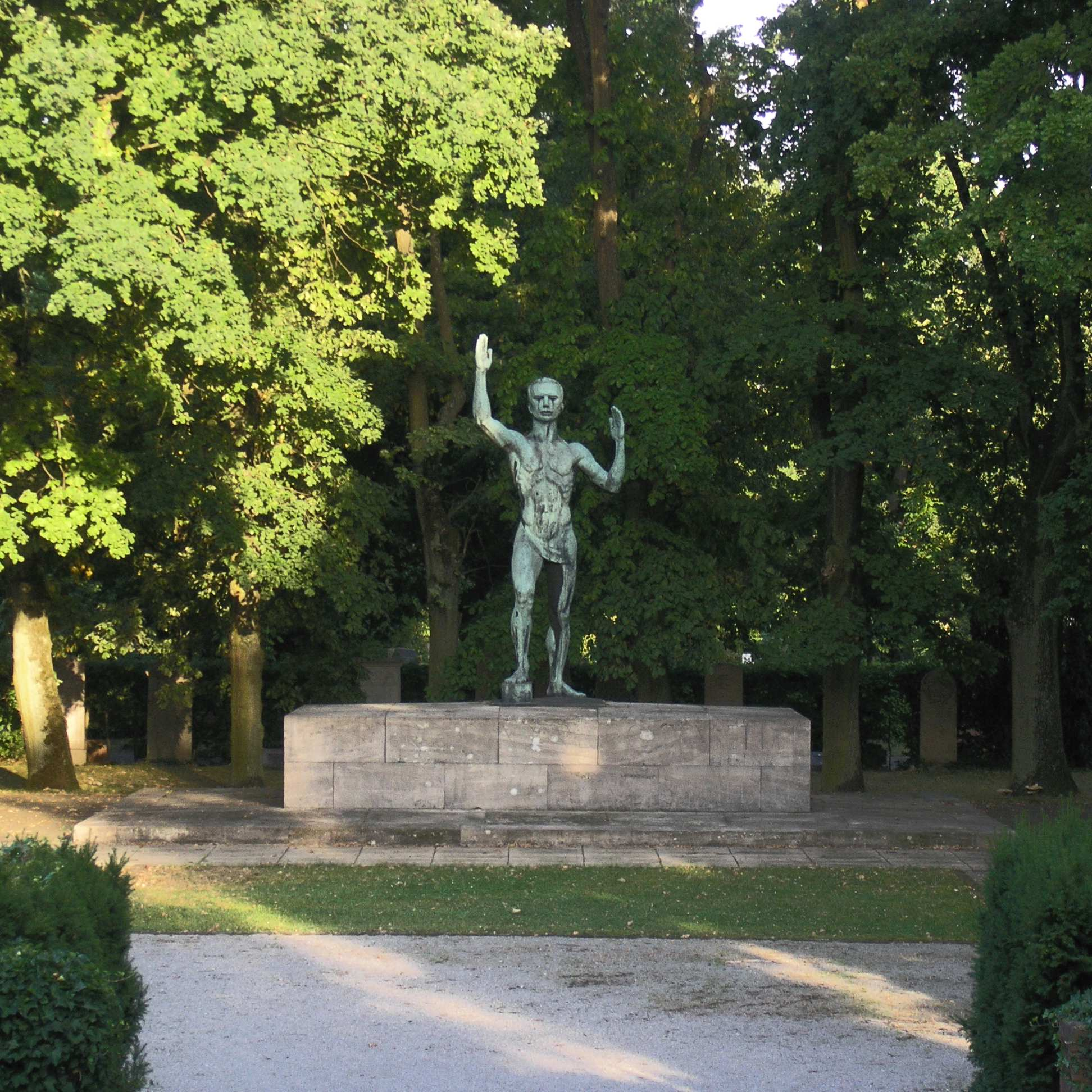
Mémorial de guerre, Karlsruhe 1930

### Ailleurs

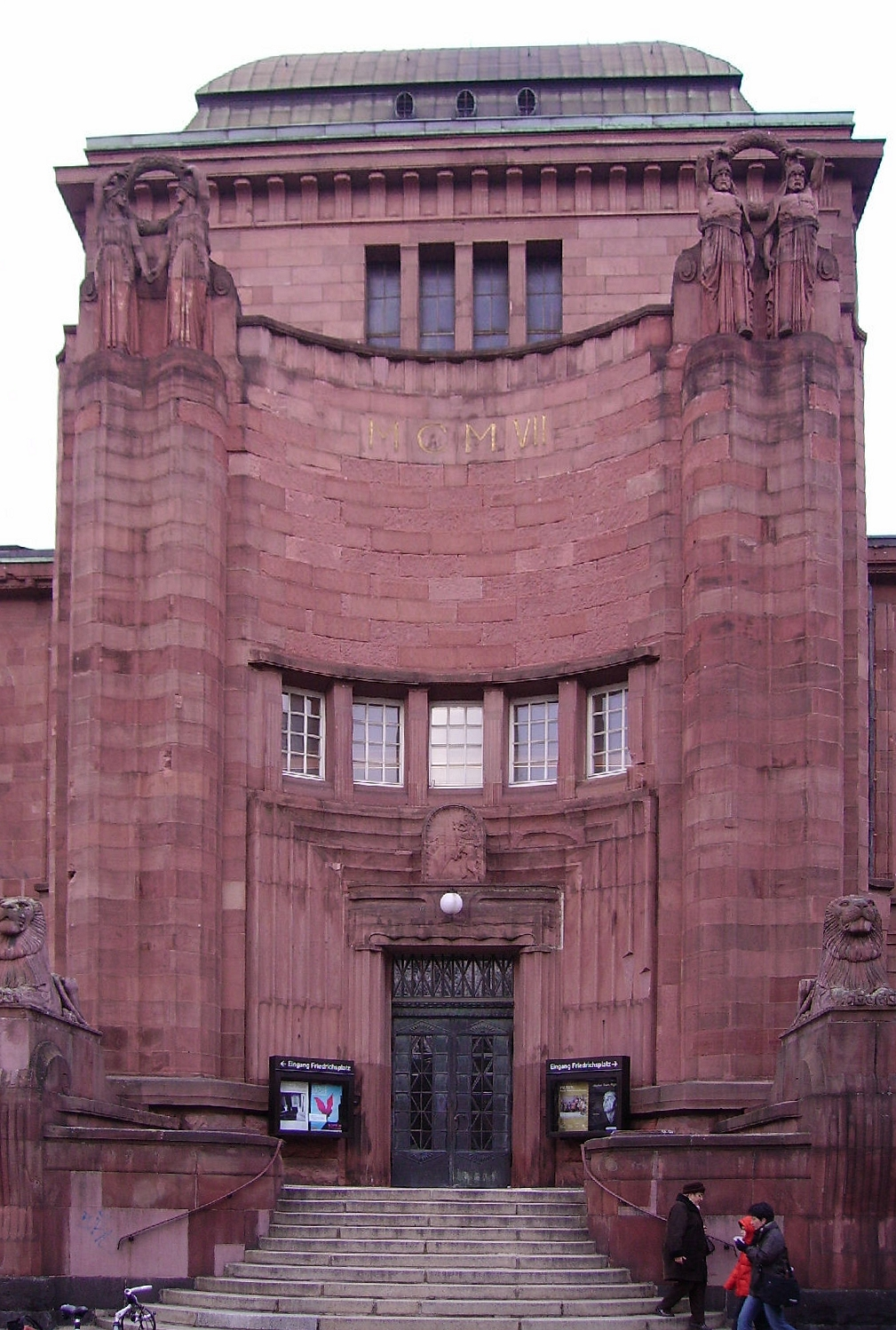
Galerie d'art de Mannheim

- Maison Mélanchthon (de) à Bretten
- Galerie d'art d'État de Baden-Baden (de)
- Mairie de Kiel
- Hôpital de Singen (Hohentwiel), 1925–1929
- Tours du pont Friedrich-Ebert de Duisbourg (de)
- Galerie d'art de Mannheim
- Villa Weber, Gernsbach, Scheffelstraße 1, 1906–1907
- Ferme d'Hellocourt (de) en Moselle, c. 1892[2].